# Grand Départ
Grand Départ (Nederlands, letterlijk: Groot vertrek) is een Franse term waarmee de start van de Ronde van Frankrijk wordt aangeduid. Deze vindt jaarlijks eind juni of begin juli plaats.

## Geschiedenis
De Ronde van Frankrijk (Frans: Tour de France) is de belangrijkste wielerwedstrijd ter wereld. De start ervan, de Grand Départ, is dan ook prestigieus en zorgt voor veel publiciteit. Jaarlijks stellen veel steden (zowel in Frankrijk zelf als daarbuiten) zich kandidaat om het evenement te mogen verwelkomen. De uiteindelijke beslissing over de locatie wordt genomen door de Société du Tour de France.
De eerste editie van de Ronde van Frankrijk werd gehouden in 1903 en ging van start in Montgeron. Met uitzondering van de Tour van 1926 vond het vertrek tot en met 1950 altijd plaats in de regio Parijs. Sindsdien wordt de Grand Départ ieder jaar in een andere stad georganiseerd. Dit in tegenstelling tot de finish van de ronde, die (op de editie van 2024 na) wel altijd in Parijs gebleven is. Tegenwoordig vindt de Grand Départ zeer regelmatig buiten de Franse landsgrenzen plaats. Amsterdam had hiermee in 1954 de primeur.
Tijdens de eerste zes decennia (1903–1966) startte de Ronde van Frankrijk ieder jaar met een rit in lijn, met uitzondering van de edities van 1927 en 1928, toen gestart werd met een ploegentijdrit (de Tour kende in die jaren een andere opzet, waarbij het gros van de etappes werd verreden per ploeg). Vanaf 1967 werd het de gewoonte om de wedstrijd te beginnen met een korte individuele tijdrit, waarbij doorgaans sprake was van een proloog. Sinds 2008 wordt weer vaker gekozen voor een rit in lijn.
Voorafgaand aan de Grand Départ (meestal op de dag of twee dagen ervoor) vindt een ploegenpresentatie plaats, waarbij de deelnemende wielrenners worden voorgesteld aan de pers en het publiek. Daarnaast worden in de gaststad meestal vele andere (fietsgerelateerde) festiviteiten georganiseerd.
De twee andere grote wielerrondes, de Ronde van Italië en de Ronde van Spanje, kennen ook een Grand Départ, maar deze worden aangeduid met de respectievelijke termen Grande Partenza en Gran Salida.

## Lijst van Grands Départs
- Met uitzondering van 1926 vond de Grand Départ tot 1950 ieder jaar officieel plaats in Parijs. De werkelijke startplaats lag echter vaak elders, namelijk in de stedelijke agglomeratie rond Parijs. In deze gevallen worden die plaatsen tussen haakjes weergegeven.

| Jaar | Datum       | Plaats                        | Type rit            | Afstand (km) | Etappewinnaar         |
| ---- | ----------- | ----------------------------- | ------------------- | ------------ | --------------------- |
| 1903 | 1 juli      | Parijs (Montgeron)            | Rit in lijn         | 467          | Maurice Garin         |
| 1904 | 2 juli      | Parijs (Montgeron)            | Rit in lijn         | 467          | Michel Frédérick      |
| 1905 | 9 juli      | Parijs (Noisy-le-Grand)       | Rit in lijn         | 340          | Louis Trousselier     |
| 1906 | 4 juli      | Parijs (Neuilly-sur-Seine)    | Rit in lijn         | 275          | Émile Georget         |
| 1907 | 8 juli      | Parijs (Neuilly-sur-Seine)    | Rit in lijn         | 272          | Louis Trousselier     |
| 1908 | 13 juli     | Parijs (Neuilly-sur-Seine)    | Rit in lijn         | 272          | Georges Passerieu     |
| 1909 | 5 juli      | Parijs (Neuilly-sur-Seine)    | Rit in lijn         | 272          | Cyrille Van Hauwaert  |
| 1910 | 3 juli      | Parijs (Neuilly-sur-Seine)    | Rit in lijn         | 272          | Charles Crupelandt    |
| 1911 | 2 juli      | Parijs (Neuilly-sur-Seine)    | Rit in lijn         | 351          | Gustave Garrigou      |
| 1912 | 30 juni     | Parijs (Porte Maillot)        | Rit in lijn         | 351          | Charles Crupelandt    |
| 1913 | 29 juni     | Parijs (Boulogne-Billancourt) | Rit in lijn         | 388          | Giovanni Micheletto   |
| 1914 | 28 juni     | Parijs (Saint-Cloud)          | Rit in lijn         | 388          | Philippe Thys         |
| 1919 | 29 juni     | Parijs                        | Rit in lijn         | 388          | Jean Rossius          |
| 1920 | 27 juni     | Parijs (Argenteuil)           | Rit in lijn         | 388          | Louis Mottiat         |
| 1921 | 26 juni     | Parijs (Argenteuil)           | Rit in lijn         | 388          | Louis Mottiat         |
| 1922 | 25 juni     | Parijs (Porte Maillot)        | Rit in lijn         | 388          | Robert Jacquinot      |
| 1923 | 24 juni     | Parijs (Porte Maillot)        | Rit in lijn         | 381          | Robert Jacquinot      |
| 1924 | 22 juni     | Parijs (Porte Maillot)        | Rit in lijn         | 381          | Ottavio Bottecchia    |
| 1925 | 21 juni     | Parijs (Le Vésinet)           | Rit in lijn         | 340          | Ottavio Bottecchia    |
| 1926 | 20 juni     | Évian-les-Bains               | Rit in lijn         | 373          | Jules Buysse          |
| 1927 | 19 juni     | Parijs (Le Vésinet)           | Ploegentijdrit      | 180          | Francis Pélissier     |
| 1928 | 17 juni     | Parijs (Le Vésinet)           | Ploegentijdrit      | 207          | Nicolas Frantz        |
| 1929 | 30 juni     | Parijs (Le Vésinet)           | Rit in lijn         | 206          | Aimé Dossche          |
| 1930 | 2 juli      | Parijs (Le Vésinet)           | Rit in lijn         | 206          | Charles Pélissier     |
| 1931 | 30 juni     | Parijs (Le Vésinet)           | Rit in lijn         | 208          | Alfred Hamerlinck     |
| 1932 | 6 juli      | Parijs (Le Vésinet)           | Rit in lijn         | 208          | Jean Aerts            |
| 1933 | 27 juni     | Parijs (Le Vésinet)           | Rit in lijn         | 262          | Maurice Archambaud    |
| 1934 | 3 juli      | Parijs (Le Vésinet)           | Rit in lijn         | 262          | Georges Speicher      |
| 1935 | 4 juli      | Parijs (Le Vésinet)           | Rit in lijn         | 262          | Romain Maes           |
| 1936 | 7 juli      | Parijs (Le Vésinet)           | Rit in lijn         | 258          | Paul Egli             |
| 1937 | 30 juni     | Parijs (Le Vésinet)           | Rit in lijn         | 263          | Jean Majerus          |
| 1938 | 5 juli      | Parijs (Le Vésinet)           | Rit in lijn         | 215          | Willi Oberbeck        |
| 1939 | 10 juli     | Parijs (Le Vésinet)           | Rit in lijn         | 215          | Amédée Fournier       |
| 1947 | 25 juni     | Parijs                        | Rit in lijn         | 236          | Ferdy Kübler          |
| 1948 | 30 juni     | Parijs                        | Rit in lijn         | 237          | Gino Bartali          |
| 1949 | 30 juni     | Parijs                        | Rit in lijn         | 182          | Marcel Dussault       |
| 1950 | 13 juli     | Parijs (Nogent-sur-Marne)     | Rit in lijn         | 307          | Jean Goldschmit       |
| 1951 | 4 juli      | Metz                          | Rit in lijn         | 185          | Giovanni Rossi        |
| 1952 | 25 juni     | Brest                         | Rit in lijn         | 246          | Rik Van Steenbergen   |
| 1953 | 3 juli      | Straatsburg                   | Rit in lijn         | 195          | Fritz Schär           |
| 1954 | 8 juli      | Amsterdam                     | Rit in lijn         | 216          | Wout Wagtmans         |
| 1955 | 7 juli      | Le Havre                      | Rit in lijn         | 216          | Miguel Poblet         |
| 1956 | 5 juli      | Reims                         | Rit in lijn         | 223          | André Darrigade       |
| 1957 | 27 juni     | Nantes                        | Rit in lijn         | 204          | André Darrigade       |
| 1958 | 26 juni     | Brussel                       | Rit in lijn         | 184          | André Darrigade       |
| 1959 | 25 juni     | Mulhouse                      | Rit in lijn         | 238          | André Darrigade       |
| 1960 | 26 juni     | Rijsel (Lille)                | Rit in lijn         | 108          | Julien Schepens       |
| 1961 | 25 juni     | Rouen                         | Rit in lijn         | 136,5        | André Darrigade       |
| 1962 | 24 juni     | Nancy                         | Rit in lijn         | 253          | Rudi Altig            |
| 1963 | 23 juni     | Parijs (Nogent-sur-Marne)     | Rit in lijn         | 152,5        | Eddy Pauwels          |
| 1964 | 22 juni     | Rennes                        | Rit in lijn         | 215          | Ward Sels             |
| 1965 | 22 juni     | Keulen                        | Rit in lijn         | 149          | Rik Van Looy          |
| 1966 | 21 juni     | Nancy                         | Rit in lijn         | 208,5        | Rudi Altig            |
| 1967 | 29 juni     | Angers                        | Proloog             | 5,7          | José María Errandonea |
| 1968 | 27 juni     | Vittel                        | Proloog             | 6            | Charly Grosskost      |
| 1969 | 28 juni     | Roubaix                       | Proloog             | 10,4         | Rudi Altig            |
| 1970 | 27 juni     | Limoges                       | Proloog             | 7,4          | Eddy Merckx           |
| 1971 | 26 juni     | Mulhouse                      | Ploegentijdrit      | 11           | Molteni               |
| 1972 | 1 juli      | Angers                        | Proloog             | 7,2          | Eddy Merckx           |
| 1973 | 30 juni     | Scheveningen                  | Proloog             | 7,1          | Joop Zoetemelk        |
| 1974 | 27 juni     | Brest                         | Proloog             | 7,1          | Eddy Merckx           |
| 1975 | 26 juni     | Charleroi                     | Proloog             | 6,2          | Francesco Moser       |
| 1976 | 24 juni     | Saint-Jean-de-Monts           | Proloog             | 8            | Freddy Maertens       |
| 1977 | 30 juni     | Fleurance                     | Proloog             | 5            | Dietrich Thurau       |
| 1978 | 29 juni     | Leiden                        | Proloog             | 5,2          | Jan Raas              |
| 1979 | 27 juni     | Fleurance                     | Proloog             | 5            | Gerrie Knetemann      |
| 1980 | 26 juni     | Frankfurt am Main             | Proloog             | 7,6          | Bernard Hinault       |
| 1981 | 25 juni     | Nice                          | Proloog             | 5,9          | Bernard Hinault       |
| 1982 | 2 juli      | Bazel                         | Proloog             | 7,4          | Bernard Hinault       |
| 1983 | 1 juli      | Fontenay-sous-Bois            | Proloog             | 5,5          | Eric Vanderaerden     |
| 1984 | 29 juni     | Montreuil                     | Proloog             | 5,4          | Bernard Hinault       |
| 1985 | 28 juni     | Plumelec                      | Proloog             | 6,8          | Bernard Hinault       |
| 1986 | 4 juli      | Boulogne-Billancourt          | Proloog             | 4,6          | Thierry Marie         |
| 1987 | 1 juli      | West-Berlijn                  | Proloog             | 6            | Jelle Nijdam          |
| 1988 | 3 juli      | Pornichet                     | Prelude             | 1            | Guido Bontempi        |
| 1988 | 4 juli      | Pontchâteau                   | Rit in lijn         | 91,5         | Steve Bauer           |
| 1989 | 1 juli      | Luxemburg                     | Proloog             | 7,8          | Erik Breukink         |
| 1990 | 30 juni     | Futuroscope                   | Proloog             | 6,3          | Thierry Marie         |
| 1991 | 6 juli      | Lyon                          | Proloog             | 5,4          | Thierry Marie         |
| 1992 | 4 juli      | San Sebastian                 | Proloog             | 8            | Miguel Indurain       |
| 1993 | 3 juli      | Puy du Fou                    | Proloog             | 6,8          | Miguel Indurain       |
| 1994 | 2 juli      | Rijsel (Lille)                | Proloog             | 7,2          | Chris Boardman        |
| 1995 | 1 juli      | Saint-Brieuc                  | Proloog             | 7,3          | Jacky Durand          |
| 1996 | 29 juni     | 's-Hertogenbosch              | Proloog             | 9,4          | Alex Zülle            |
| 1997 | 5 juli      | Rouen                         | Proloog             | 7,3          | Chris Boardman        |
| 1998 | 11 juli     | Dublin                        | Proloog             | 5,6          | Chris Boardman        |
| 1999 | 3 juli      | Puy du Fou                    | Proloog             | 7            | Lance Armstrong       |
| 2000 | 1 juli      | Futuroscope                   | Individuele tijdrit | 16,5         | David Millar          |
| 2001 | 7 juli      | Duinkerke                     | Proloog             | 8,2          | Christophe Moreau     |
| 2002 | 6 juli      | Luxemburg                     | Proloog             | 7            | Lance Armstrong       |
| 2003 | 5 juli      | Parijs                        | Proloog             | 6,5          | Bradley McGee         |
| 2004 | 3 juli      | Luik                          | Proloog             | 6,1          | Fabian Cancellara     |
| 2005 | 2 juli      | Fromentine                    | Individuele tijdrit | 19           | David Zabriskie       |
| 2006 | 1 juli      | Straatsburg                   | Proloog             | 7,1          | Thor Hushovd          |
| 2007 | 7 juli      | Londen                        | Proloog             | 8            | Fabian Cancellara     |
| 2008 | 5 juli      | Brest                         | Rit in lijn         | 195          | Alejandro Valverde    |
| 2009 | 4 juli      | Monaco                        | Individuele tijdrit | 15,2         | Fabian Cancellara     |
| 2010 | 3 juli      | Rotterdam                     | Proloog             | 8,9          | Fabian Cancellara     |
| 2011 | 2 juli      | Passage du Gois               | Rit in lijn         | 191,5        | Philippe Gilbert      |
| 2012 | 30 juni     | Luik                          | Proloog             | 6,4          | Fabian Cancellara     |
| 2013 | 29 juni     | Porto-Vecchio                 | Rit in lijn         | 213          | Marcel Kittel         |
| 2014 | 5 juli      | Leeds                         | Rit in lijn         | 190,5        | Marcel Kittel         |
| 2015 | 4 juli      | Utrecht                       | Individuele tijdrit | 13,7         | Rohan Dennis          |
| 2016 | 2 juli      | Mont Saint-Michel             | Rit in lijn         | 188          | Mark Cavendish        |
| 2017 | 1 juli      | Düsseldorf                    | Individuele tijdrit | 14,7         | Geraint Thomas        |
| 2018 | 7 juli      | Noirmoutier-en-l'Île          | Rit in lijn         | 201          | Fernando Gaviria      |
| 2019 | 6 juli      | Brussel                       | Rit in lijn         | 194,5        | Mike Teunissen        |
| 2020 | 29 augustus | Nice                          | Rit in lijn         | 156          | Alexander Kristoff    |
| 2021 | 26 juni     | Brest                         | Rit in lijn         | 187          | Julian Alaphilippe    |
| 2022 | 1 juli      | Kopenhagen                    | Individuele tijdrit | 13,2         | Yves Lampaert         |
| 2023 | 1 juli      | Bilbao                        | Rit in lijn         | 182          | Adam Yates            |
| 2024 | 29 juni     | Florence                      | Rit in lijn         | 206          | Romain Bardet         |
| 2025 | 5 juli      | Rijsel (Lille)                | Rit in lijn         | 185          | Jasper Philipsen      |
| 2026 | 4 juli      | Barcelona                     | Ploegentijdrit      | 19,7         |                       |
| 2027 | 2 juli      | Edinburgh                     |                     |              |                       |

## Grands Départs buiten Frankrijk
Uiteraard lag de Grand Départ van de Ronde van Frankrijk het vaakst in Frankrijk zelf, namelijk 86 keer. De overige 26 edities gingen van start buiten de Franse landsgrenzen:
| 6 | Nederland           |      |                   |
| 6 | Nederland           | 1954 | Amsterdam         |
| 6 | Nederland           | 1973 | Scheveningen      |
| 6 | Nederland           | 1978 | Leiden            |
| 6 | Nederland           | 1996 | 's-Hertogenbosch  |
| 6 | Nederland           | 2010 | Rotterdam         |
| 6 | Nederland           | 2015 | Utrecht           |
| 5 | België              |      |                   |
| 5 | België              | 1958 | Brussel           |
| 5 | België              | 1975 | Charleroi         |
| 5 | België              | 2004 | Luik              |
| 5 | België              | 2012 | Luik              |
| 5 | België              | 2019 | Brussel           |
| 4 | Duitsland           |      |                   |
| 4 | Duitsland           | 1965 | Keulen            |
| 4 | Duitsland           | 1980 | Frankfurt am Main |
| 4 | Duitsland           | 1987 | West-Berlijn      |
| 4 | Duitsland           | 2017 | Düsseldorf        |
| 2 | Luxemburg           |      |                   |
| 2 | Luxemburg           | 1989 | Luxemburg         |
| 2 | Luxemburg           | 2002 | Luxemburg         |
| 2 | Spanje              |      |                   |
| 2 | Spanje              | 1992 | San Sebastian     |
| 2 | Spanje              | 2023 | Bilbao            |
| 2 | Verenigd Koninkrijk |      |                   |
| 2 | Verenigd Koninkrijk | 2007 | Londen            |
| 2 | Verenigd Koninkrijk | 2014 | Leeds             |
| 1 | Denemarken          |      |                   |
| 1 | Denemarken          | 2022 | Kopenhagen        |
| 1 | Ierland             |      |                   |
| 1 | Ierland             | 1998 | Dublin            |
| 1 | Italië              |      |                   |
| 1 | Italië              | 2024 | Florence          |
| 1 | Monaco              |      |                   |
| 1 | Monaco              | 2009 | Monaco            |
| 1 | Zwitserland         |      |                   |
| 1 | Zwitserland         | 1982 | Bazel             |